# Bahnhof Dover Priory

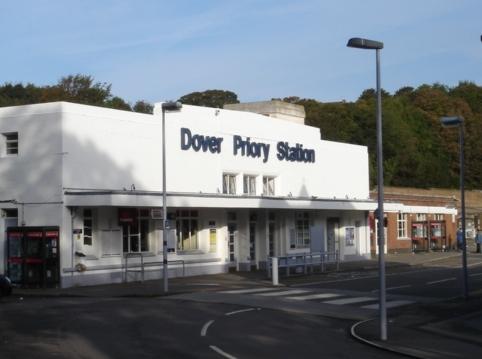
Empfangsgebäude

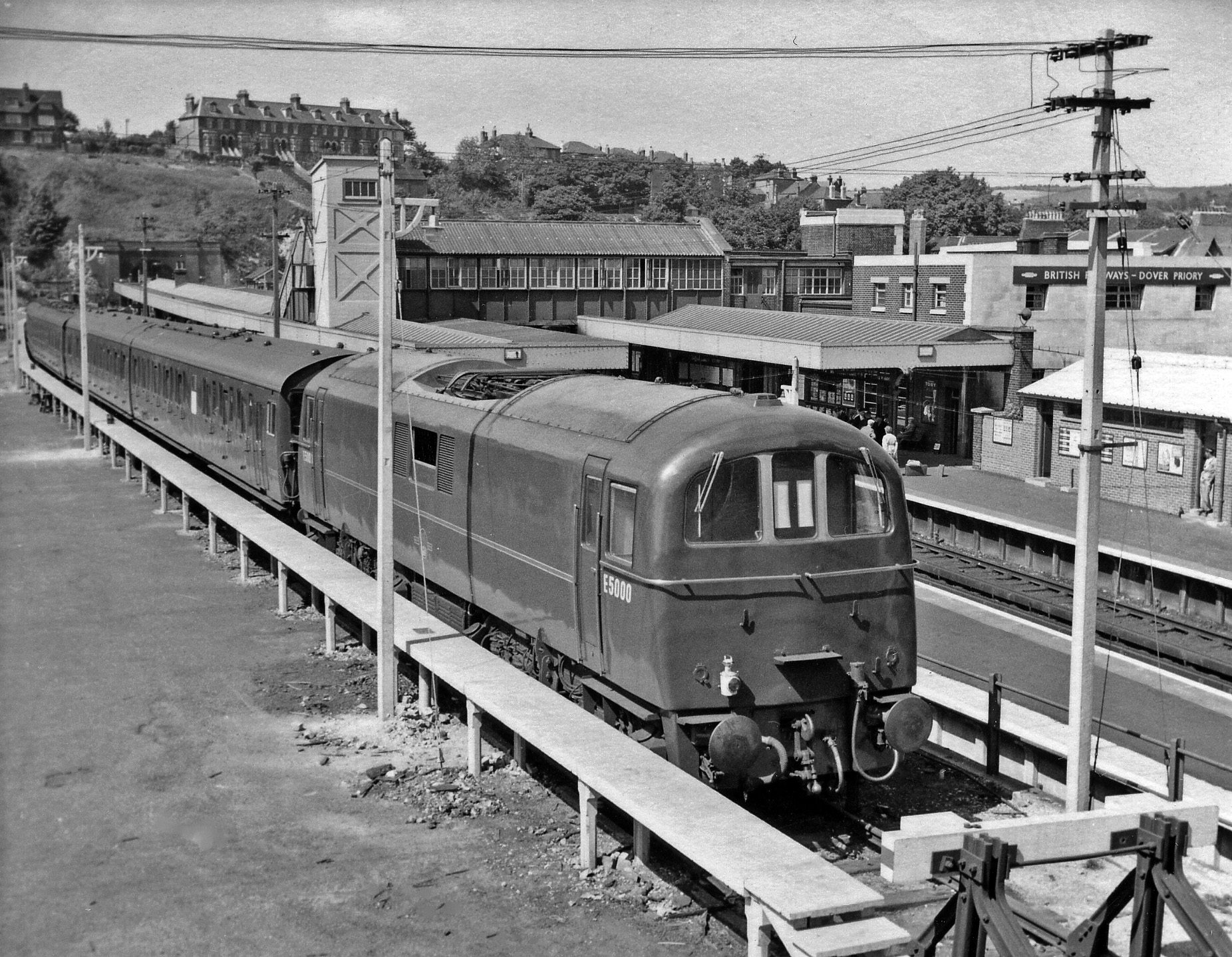
SR-Elektrolokomotive der Baureihe 71 im Jahre 1959

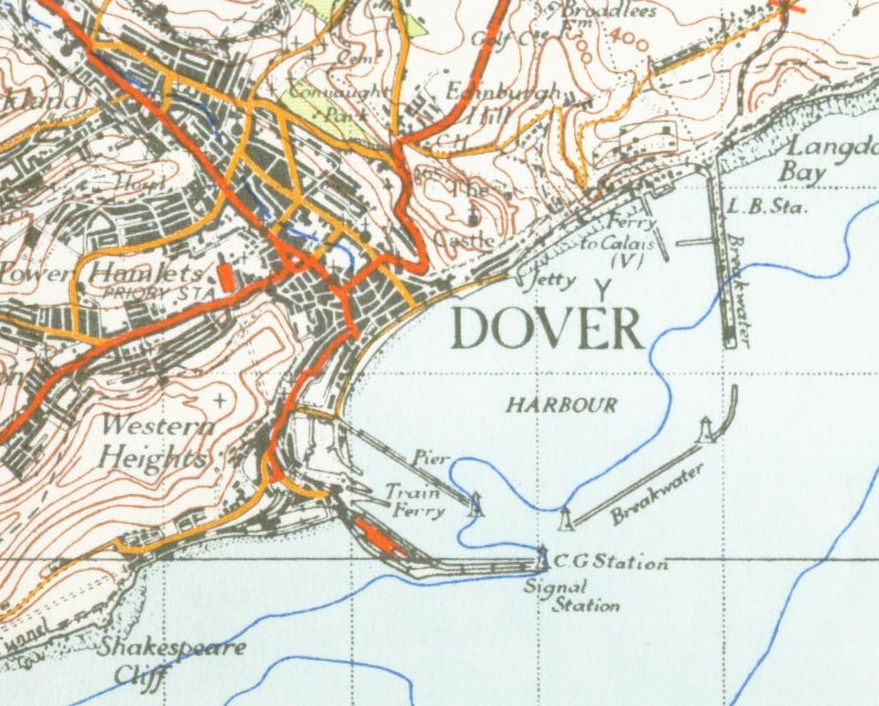
Eine Ordnance-Survey-Karte Dovers von 1945, welche Dover Priory und den Bahnhof Dover Marine zeigt

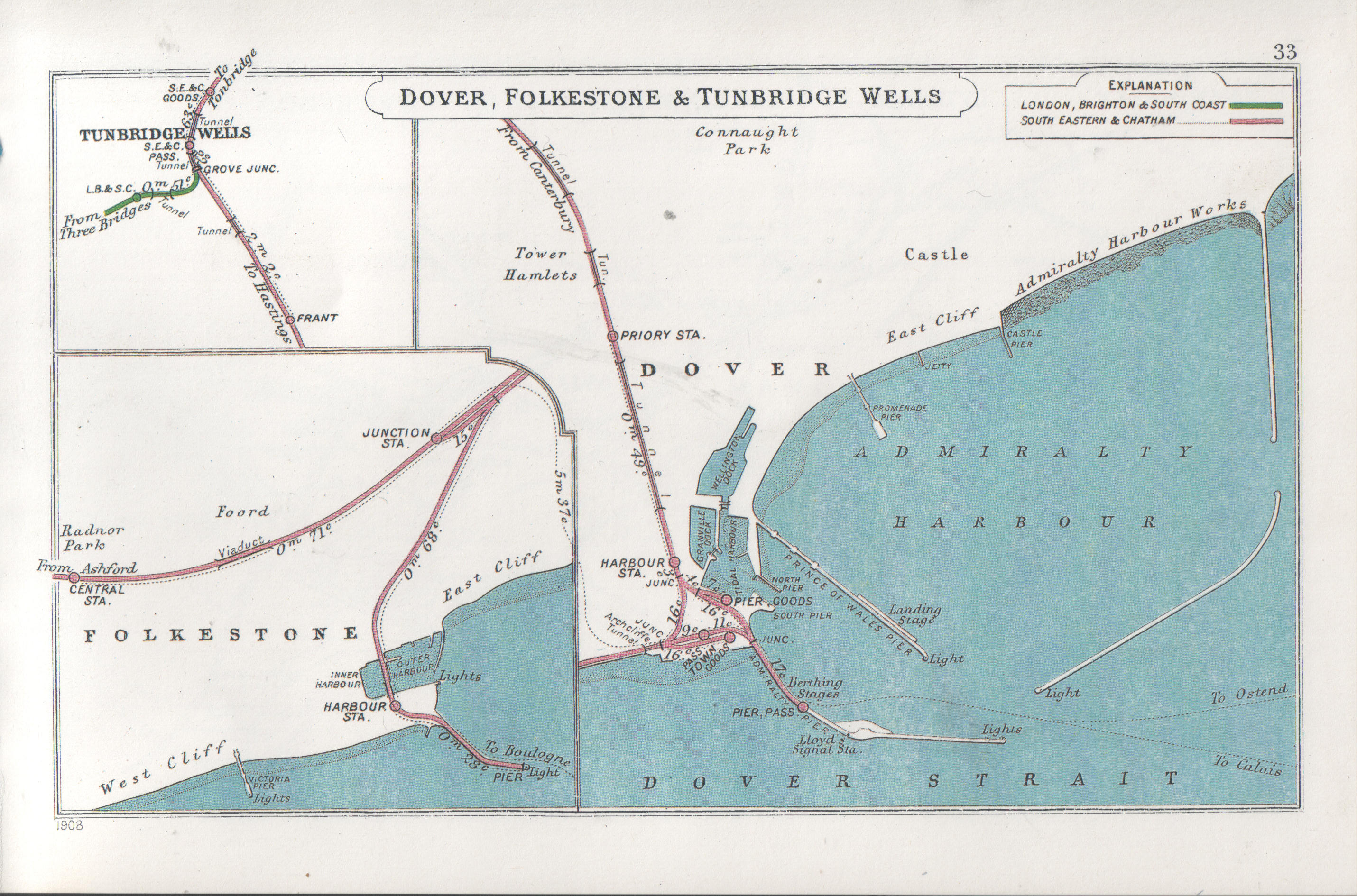
Eine Railway-Clearing-House-Karte Dovers von 1908

Der Bahnhof Dover Priory (englisch für Priorat) ist der mittlerweile einzige Bahnhof der Stadt Dover in Kent. Die Verbindungen werden allesamt von Southeastern betrieben. Der Bahnhof liegt im Südosten des britischen Eisenbahnnetzes und ist der südliche Endpunkt der South Eastern Main Line.

## Verbindungen (Stand Dezember 2016)
Außerhalb der Hauptverkehrszeiten verkehren die Züge in der Regel so:
- ein Zug pro Stunde nach London St Pancras über die High Speed 1[1]
- ein Zug pro Stunde nach London Charing Cross über Sevenoaks[1]
- zwei Züge pro Stunde nach London Victoria über Canterbury und Chatham[2]
- ein Zug pro Stunde nach Ramsgate über Deal[1]

Eine Busverbindung zum Hafen von Dover gibt es seit 2014 nicht mehr.

## Geschichte
Der Bahnhof Dover Priory wurde am 22. Juli 1861 eröffnet, als temporärer Endbahnhof der London, Chatham and Dover Railway (LCDR). Am 1. November 1861 wurde der Kopfbahnhof durch die Komplettierung eines Tunnels zum Westhafen, wo die LCDR den Bahnhof Dover Harbour baute, zum Durchgangsbahnhof. Anfänglich wurde der Bahnhof Dover Town (Stadt) genannt, aber im Juli 1863 wurde er umbenannt (“leading to rival SER to adopt the name for one of its Dover stations”). 1927 wurden die Passagierverkehre zum Bahnhof Priory zusammengelegt, 1932 folgte eine Modernisierung. Die Chatham Main Line nach dem Bahnhof Priory wurde 1959 elektrifiziert im Zuge der ersten Phase der Elektrifizierung der Bahnstrecken an der Kenter Küste, gemäß dem BR-1955-Modernisierungsprogramm. Die Strecke nach Ramsgate über Deal wurde anschließend im Zuge der zweiten Phase des Elektrifizierungsplanes im Januar 1961 elektrifiziert. Im Juni 1961 wurde auch die Strecke Richtung Folkestone elektrifiziert. Die Hochgeschwindigkeitsverbindung nach London-St Pancras wurde 2009 aufgenommen.

## Ermordung des Bahnhofsvorstehers 1868
1868 wurde der Bahnhofsvorsteher Edward Walsh(e) vom 18 Jahre alten Thomas Wells, einem Gepäckträger der LCDR, ermordet, nachdem jener diesen für seine Arbeit getadelt hatte. Wells wurde verurteilt und gehängt.

## Siehe auch

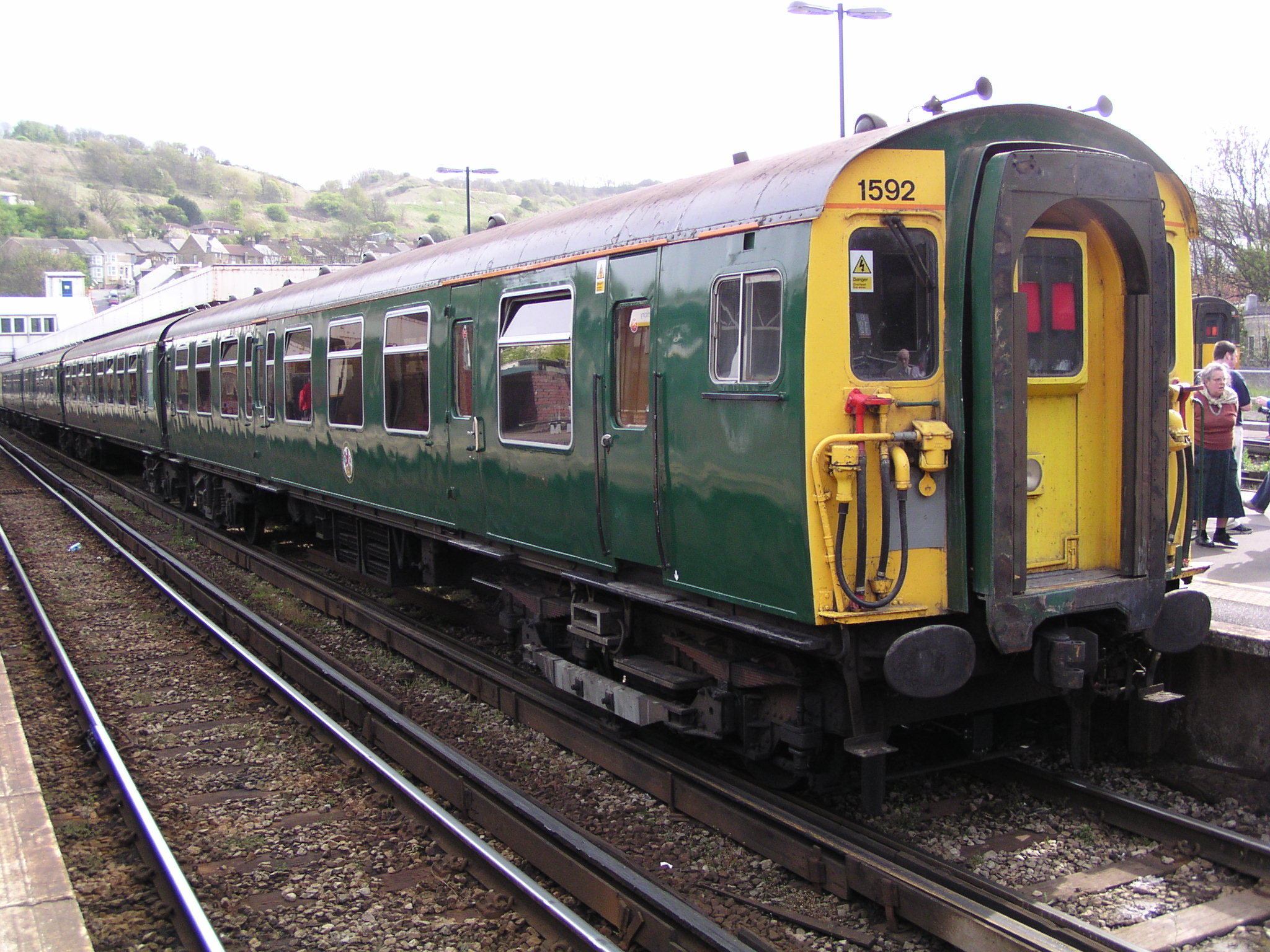
Elektrischer Triebzug der Klasse 411, die durch Electrostars und Javelins ersetzt wurde.